# Jezioro Postawskie
Jezioro Postawskie (biał. Пастаўскае возера, Pastauskie woziera) – zbiornik zaporowy na Białorusi, w rejonie postawskim obwodu witebskiego. Został utworzony przez zaporę na rzece Miadziołce w granicach Postaw.
Powierzchnia wynosi 0,27 km², długość 1,4 km, największa szerokość to 0,4 km. Długość linii brzegowej wynosi 3,9 km. Powierzchnia zlewni wynosi 230 km².